# Zagonetna formula
Zagonetna formula je 151. epizoda Zagora objavljena u Zlatnoj seriji #430 u izdanju Dnevnika iz Novog Sada. Na kioscima u bivšoj Jugoslaviji se premijerno pojavila u novembru 1978. godine Koštala je 10 dinara (1,14 DEM; 0,43 $). Imala je 94 strane. Ovo je prvi nastavak duže epizode koja se nastavlja u svesci Blindirana soba (#431).

## Originalna epizoda
Originalno, ovaj deo objavljen je premijerno u Italiji u svesci pod nazivom La fortezza di Smirnoff u #151 regularne edicije Zagora u izdanju Bonelija na dan 14. februara 1978. Epizodu je nacrtao Franko Donateli, a scenario napisao Gvido Nolita. Naslovnicu je nacrtao Galijeno Feri. Koštala je 400 lira (0,67 $; 1,46 DEM).

## Kratak sadržaj
Nakon što ga je putujući mađioničar ismejao, Čiko odlučuje da i sam postane mađioničar. Posle nekoliko neuspelih trikova, Čiko u gostionici upoznaje Smita i Vikonta, dvojicu službenika male evropske kraljevine Badenlanda. Oni od Čika zahtevaju da im pomogne u opasnom poduhvatu od kojeg zavisi evropska ali možda i svetska bezbednost. Pre izvesnog vremena u njihovoj državnoj laboratoriji napravljen je novi tip hemijskog eksploziva, koji predstavlja opasno oružje. Svetski krijumčar Smirnof, koga je angažovala vlada neprijateljske zemlje, ukrao je formulu eksploziva iz njihove državne laboratorije. Kralj Badenlandije želi da vrati formulu u da ona ne bi došla u pogrešne ruke. Nudio je Smirnofu otkup, ali Smirnof traži ogromnu količinu novca koju vlada Badenlandije nema da plati. Formula se međutim čuva u Smirnofovom utvrđenju u blindiranoj sobi i sefu. Tvrđava se nalazi na brdu kome je teško prići. Do ulaza u tvrđavu vodi samo jedan uzak put koji dobro čuva Smirnofova straža. Verujući u njegove magijske moći, Smit i Vikont žele da angažuju Čika da ukrade formulu od Smirnofa. 
Znajući da je ovo težak zadatal za njega, Čiko moli Zagora da mu pomogne. Zagor pristaje ali najpre kreću u Boston da nađu grofa od Lapeleta, sitnog lopova. Kada sasvim slučajno naiđu na njega nakon jedne krađe, Zagor, Čiko i grof kreću zajedno ka Smirnofovoj tvrđavi koja se nalazi na američko-kandskoj granici blizu jezera Tadusak. Kada su se približili tvrđavi, napadaju ih indijanci ali jedan od njih prepoznaje Zagora. Indijanci im nude gostoprimstvo u svom logoru, a Zagor saznaje da je Smirnofova tvrđava napravlkena na indijanskom svetom brdu. Igrom slučaja, indijanski vrač zna kako da se do ulaza u tvrđavu stigne a da se izbegne jedini put koji vodi ka njoj. On je spreman da im objasni gde se put nalazi ali samo pod uslovom da ga Čiko nauči magiji.

## Prethodna i naredna epizoda
Prethodna epizoda Zagora bia je Neravna borba (ZS-425), a naredna Blindirana soba (ZS-431).

## Nastavak epizode
Ova epizoda dobila je direktan nastavak 40 godina kasnije u epizodi Smirnofova osveta (VČ160)

## Reprize u Srbiji
Veseli četvrtak je reprizirao ovu epizodu u Srbiji u ediciji Odabrane priče #49 pod nazivom Smirnofova tvrđava izašla 17.10.2019. Cena je bila 480 dinara (4 €).